# Ingeborg Rasmussen
Ingeborg Rasmussen, född Uttenthal den 19 oktober 1868 i Frederiksberg, död den 4 oktober 1926, var en dansk kvinnlig skådespelare.

## Filmografi (urval)
- 1911 – Den hvita slafhandelns sista offer
- 1912 – Guldgossen
- 1912 – Kärlekens offer